# Клевские ворота (Ксантен)
Кле́вские воро́та (нем. Klever Tor) — северо-западные ворота городской стены в немецком городе Ксантене (федеральная земля Северный Рейн — Вестфалия), расположены на улице Nordwall. Ворота были построены в 1393 году. Своё название ворота получили в связи с тем, что от них начиналась дорога, ведущая в Клеве.
В 20-е годы XIX века было снесено большинство башен Ксантенской городской стены: так, в 1821 году сносятся ворота Марстор, а в 1825 году — Шарнтор. Клевские ворота избежали этой участи, так как в то время они использовались в качестве городской тюрьмы. В 1843 году ворота были реконструированы под руководством архитектора Франца Лангенберга. Во время Второй мировой войны в ходе бомбардировок союзнической авиации ворота сильно пострадали, поэтому в послевоенные годы были возведены практически заново на средневековых фундаментах.
Клевские ворота состоят из основной башни и барбакана, связанных друг с другом каменным мостом, проложенным над бывшим оборонительным рвом. Основная башня имеет четыре этажа, крытых высокой 4-скатной крышей, с четырьмя угловыми башенками. Общая высота башни составляет 25 метров. Барбакан состоит из двух соединённых круглых башен, которые носят название «Совиные башни». В основной башне сейчас размещаются гостиничные апартаменты.